# الکسی آناتولیویچ کوزلوف
الکسی آناتولیویچ کوزلوف (روسی: Алексей Анатольевич Козлов؛ زاده ۱۶ نوامبر ۱۹۸۶) یک بازیکن فوتبال اهل روسیه است.
وی همچنین در تیم ملی فوتبال روسیه بازی کرده‌است.